# 시온
시온(Zion)은 이스라엘 예루살렘 지역의 역사적 지명으로, 시오니즘의 어원이 된다. 사무엘 하 5:7에서 처음으로 언급되며, 주로 시온 산을 가리키는 용어로 사용된다. 파생 용어로 Tzion이 있으며, 이는 예루살렘 성전을 환유하는 용어로 사용되기도 한다.

## 용어
시온이라는 단어의 어원은 명확치 않다.

## 시온
- 미가서
- 새 예루살렘